# Инглвуд (Калифорнија)
Инглвуд (енгл. Inglewood) град је у америчкој савезној држави Калифорнија. По попису становништва из 2010. у њему је живело 109.673 становника.

## Демографија
Према попису становништва из 2010. у граду је живело 109.673 становника, што је 2.907 (2,6%) становника мање него 2000. године.
|                   | 2010.            | 2000.            |
| Укупно            | 109 673 (100,0%) | 112 580 (100,0%) |
| Хиспаноамериканци | 55 449 (50,56%)  | 51 829 (46,04%)  |
| Афроамериканци    | 48 164 (43,92%)  | 53 060 (47,13%)  |
| Белци             | 3 165 (2,886%)   | 4 628 (4,111%)   |
| Азијати           | 1 484 (1,353%)   | 1 280 (1,137%)   |
| Остали            | 1 411 (1,287%)   | 1 783 (1,584%)   |

## Партнерски градови
- Бо